# Christopher Fowler
Christopher Fowler  (n. 26 martie 1953, County of London⁠(d), Anglia, Regatul Unit – d. 2 martie 2023, Londra, Anglia, Regatul Unit) a fost un scriitor englez de literatură de groază și thriller. A mai scris scenarii, romane grafice, piese de teatru.

## Biografie
Locuiește în King's Cross, Londra și Barcelona.
Povestirea sa "The Master Builder" a fost ecranizată ca În brațele pericolului, cu Richard Dean Anderson, Marg Helgenberger și Tippi Hedren. Colecția sa de zece povestiri scurte, Old Devil Moon, a câștigat Edge Hill Audience Prize 2008. Povesirile sale 'On Edge' și 'The Most Boring Woman In The World' au fost ecranizate. Nuvela sa Breathe a câștigat British Fantasy Society Award pentru cea mai bună nuvelă în 2005. Left Hand Drive a câștigat premiul Festivalului de Film Scurt de la Londra pentru cel mai bun scurtmetraj britanic. 
Christopher Fowler este autorul romanelor polițiste din seria Bryant & May.

## Romane și colecții de povestiri
| How to Impersonate Famous People                  |        | 1984 | ISBN 0-7043-3463-1     |
| The Ultimate Party Book                           |        | 1985 | ISBN 0-04-793087-X     |
| City Jitters                                      |        | 1986 | ISBN 0-7221-3704-4     |
| More City Jitters                                 |        | 1988 | ISBN 0-4402-0146-2     |
| Roofworld                                         |        | 1988 | ISBN 0-7126-2421-X     |
| The Bureau of Lost Souls (SUA: More City Jitters) |        | 1989 | ISBN 0-7126-2459-7     |
| Rune                                              |        | 1990 | ISBN 0-7126-3466-5     |
| Red Bride                                         |        | 1992 | ISBN 0-356-20805-2     |
| Sharper Knives                                    |        | 1992 | ISBN 0-7515-0152-2     |
| Darkest Day                                       |        | 1993 | ISBN 0-316-90534-8     |
| Spanky                                            |        | 1994 | ISBN 0-7515-0959-0     |
| Flesh Wounds                                      |        | 1995 | ISBN 0-7515-1431-4     |
| Psychoville                                       |        | 1995 | ISBN 0-7515-1664-3     |
| Menz Insana (roman grafic)                        |        | 1997 | ISBN 1-56389-300-2     |
| Disturbia                                         |        | 1997 | ISBN 0-7515-1910-3     |
| Soho Black                                        |        | 1998 | ISBN 0-7515-2559-6     |
| Personal Demons                                   |        | 1998 | ISBN 1-85242-597-0     |
| Uncut                                             |        | 1999 | ISBN 0-7515-2644-4     |
| Calabash                                          |        | 2000 | ISBN 0-7515-3040-9     |
| The Devil in Me                                   |        | 2004 | ISBN 1-85242-768-X     |
| Demonized                                         |        | 2004 | ISBN 1-85242-848-1     |
| Full Dark House                                   | B&M 1  | 2004 | ISBN 0-553-81552-0     |
| Breathe                                           |        | 2004 | ISBN 1-903889-67-7     |
| The Water Room                                    | B&M 2  | 2004 | ISBN 0-385-60554-4     |
| Seventy-Seven Clocks                              | B&M 3  | 2005 | ISBN 0-385-60885-3     |
| Ten Second Staircase                              | B&M 4  | 2006 | ISBN 0-385-60886-1     |
| Old Devil Moon                                    |        | 2007 | ISBN 978-1-85242-925-6 |
| White Corridor                                    | B&M 5  | 2007 | ISBN 978-0-385-61067-4 |
| The Victoria Vanishes                             | B&M 6  | 2008 | ISBN 978-0-385-61068-1 |
| Paperboy (autobiografie)                          |        | 2009 | ISBN 978-0-385-61557-0 |
| Bryant & May On The Loose                         | B&M 7  | 2009 | ISBN 978-0-385-61465-8 |
| Bryant & May Off the Rails                        | B&M 8  | 2010 | ISBN 978-0-553-80720-2 |
| Bryant and May and the Memory of Blood            | B&M 9  | 2011 | ISBN 978-0-85752-049-4 |
| Hell Train                                        |        | 2012 | ISBN 978-1-907992-44-5 |
| Bryant & May and the Invisible Code               | B&M 10 | 2012 | ISBN 978-0857520500    |
| Film Freak (autobiografie)                        |        | 2013 | ISBN 978-0857521606    |
| Plastic                                           |        | 2013 | ISBN 978-1781081242    |

## Vezi și
- Listă de scriitori englezi
- Listă de autori de literatură de groază
- Listă de autori de romane polițiste

## Legături externe
- Christopher Fowler's web site
- BBC Sherlock Holmes site There is a short story The Lady Downstairs written by Fowler which can be read or heard.
- Story behind Plastic - Online essay written by Fowler Arhivat în 30 august 2013, la Wayback Machine.
- The story behind The Bleeding Heart - Online essay written by Fowler Arhivat în 28 martie 2014, la Wayback Machine.
- Christopher Fowler la Internet Speculative Fiction Database